# Grundgefühl
Als Grundgefühl, Primäraffekt oder Basisemotion werden jene Gefühle und Affekte bezeichnet, die als wesentlicher Bestandteil jeder menschlichen Existenz angesehen werden. Lange wurde das Konzept der Basisemotionen Freude, Überraschung, Wut, Traurigkeit, Angst oder Ekel als Beispiel herangezogen, das in allen Kulturen gleichermaßen anzutreffen sei und auf dieselbe Art zum Ausdruck gebracht werde. Das gilt inzwischen als widerlegt.

## Definitionen
Man kann den Begriff Basisemotion mit den beiden folgenden – einander nicht ausschließenden – Definitionen umreißen: 
- Die Basisemotion als ein evolutionspsychologisch verstandener bzw. phylogenetisch entstandener Mechanismus, der in allen Kulturen gleichermaßen anzutreffen ist. Dementsprechend kann ein kulturübergreifendes, universelles mimisches Ausdrucksverhalten (z. B. Lachen oder Weinen) als Beleg für die Existenz einer Basisemotion angesehen werden. Vertreter dieses Ansatzes sind unter anderem Paul Ekman und Carroll Izard. Ekman hat sieben Basisemotionen empirisch nachgewiesen, die kulturunabhängig erkannt werden[4]: Freude, Wut, Ekel, Furcht, Verachtung, Traurigkeit und Überraschung. Menschen können diese Gefühle also weltweit entschlüsseln, unabhängig davon, wo sie erzogen und sozialisiert wurden. Die Art und Weise, wie diese Gefühle im sozialen Kontakt ausgedrückt werden, unterscheidet sich allerdings, je nach kulturellem Kontext, ob die Gefühle z. B. erwünscht oder unerwünscht sind. So kann es zu gezieltem emotionalen "Rollenspielen" kommen; dieses kann bewusste Täuschungsversuche implizieren. Mimik, Stimme und Körperausdruck zeigen dabei jedoch minimale Abweichungen; diese kann man zum Beispiel mittels Videoaufzeichnung entlarven. Zur Klassifikation der Basisemotionen hat Ekman das Facial Action Coding System (FACS) entwickelt.
- In einer rein psychologischen bzw. individualpsychologischen Sichtweise bezeichnet man Basisemotion als ein Gefühl, das eine Grundlage (= Basis) für weitere Gefühle darstellt und sich auf keine grundlegenderen Gefühle reduzieren lässt.[5] Nach Martin Dornes sind Basisemotionen Freude, Interesse-Neugier, Überraschung, Ekel, Ärger, Traurigkeit, Furcht, Scham und Schuld.[6]

## Geschichte
Im 4. Jh. v. Chr. unterschieden die Kyrenaiker zwei Affekte (pathê): Unlust (ponos) und Lust (hêdonê). Mit diesen verband Aristoteles (384–322 v. Chr.) folgende seelischen Vorgänge: Begierde (epithymia), Zorn (orgê), Furcht (phobos), Mut (tharsos), Neid (phthonos), Freude (chara), Freundschaft (philia), Hass (misos), Sehnsucht (pothos), Eifer (zêlos) und Mitleid (eleos).
1649 beschrieb Descartes sechs primäre Leidenschaften: neben Freude und Traurigkeit Verwunderung, Liebe, Hass und Begehren. 
1658 reduzierte Spinoza diese auf drei Grundgefühle: Begierde, Freude und Trauer.
1872 veröffentlichte Charles Darwin The expression of the emotions in man and animals (deutsch: Der Ausdruck der Gemütsbewegungen bei dem Menschen und den Tieren).